# Songs from Heathcliff
A Songs from Heathcliff az Üvöltő szelek című regény alapján írt színpadi musical, a Heathcliff dalainak stúdióban felvett album változata Cliff Richard és Olivia Newton-John közreműködésével. A dalokat John Farrar, a szövegeket Tim Rice írta.

## Az album ismertetése
Charlotte Brontë Üvöltő szelek című regénye az angol irodalom egyik legjelentősebb darabja. A musical eszmei atyja Cliff Richard volt, ő írta a szövegkönyvet is. A dalokat a többek között a Grease dalaiból is ismert John Farrar írta, a dalszövegek a Jézus Krisztus szupersztárt is író Tim Rice munkái. A férfi főhős, Heathcliff szerepét mind a lemezen mind később a színpadon Cliff Richard alakította és énekelte, A női főhős, Cathy dalait a lemezen Olivia Newton-John énekelte, de a színpadon a szerepet nem ő játszotta. A lemezváltozaton az eredeti musical tizenhét dalából a tíz legjelentősebb szerepel. A színházi bemutatót jóval megelőző lemezváltozat Angliában sikeres volt, bár az első tízbe nem került bele. Két kislemezváltozat készült a Had To Be című dal alapján, egy alkalommal jelentek meg, mára az albummal együtt ritkaságnak számítanak.

## A musical dalai
zene: John Farrar, dalszövegek: Tim Rice
- A Misunderstood Man
- Sleep of the Good
- Gypsy Bundle
- The Grange Waltz
- Each to His Own
- Had To Be
- Mrs. Edgar Linton
- The Journey
- When You Thought of Me
- Dream Tomorrow
- Gambling Song
- I Do Not Love You Isabella
- Choosing When It's Too Late
- Madness of Cathy
- Marked with Death
- Be With Me Always
- The Nightmare

## Az album dalai
- Misunderstood Man (Cliff Richard)
- Sleep of the Good (Cliff Richard)
- Gypsy bundle (Cliff Richard)
- Had to Be (Cliff Richard és Olivia Newton-John)
- When You Thought of Me (Cliff Richard)
- Dream Tomorrow (Cliff Richard és Olivia Newton-John)
- I do not Love You Isabella (Cliff Richard és Olivia Newton-John)
- Choosing When It's Too Late (Cliff Richard és Olivia Newton-John)
- Marked With Death (Cliff Richard és Olivia Newton-John)
- Be With Me Always (Cliff Richard)

## Kiadás
EMI Records 7243 8 35762 2 7

## Kislemezek
- Had To Be (album változat + élő változat Olivia nélkül + Cliff Richard interjú) - EMI Records 7243 8 82592 2 4
- Had To Be (album változat + instrumentális változat + Don't Move Away (1971-es Cliff Richard és Olivia Newton-John duett)) - EMI records 7243 8 82593 2 3

## Helyezések
- Album - UK: 15. helyezés
- Had To Be - UK: 22. helyezés